# Dar es Salaam

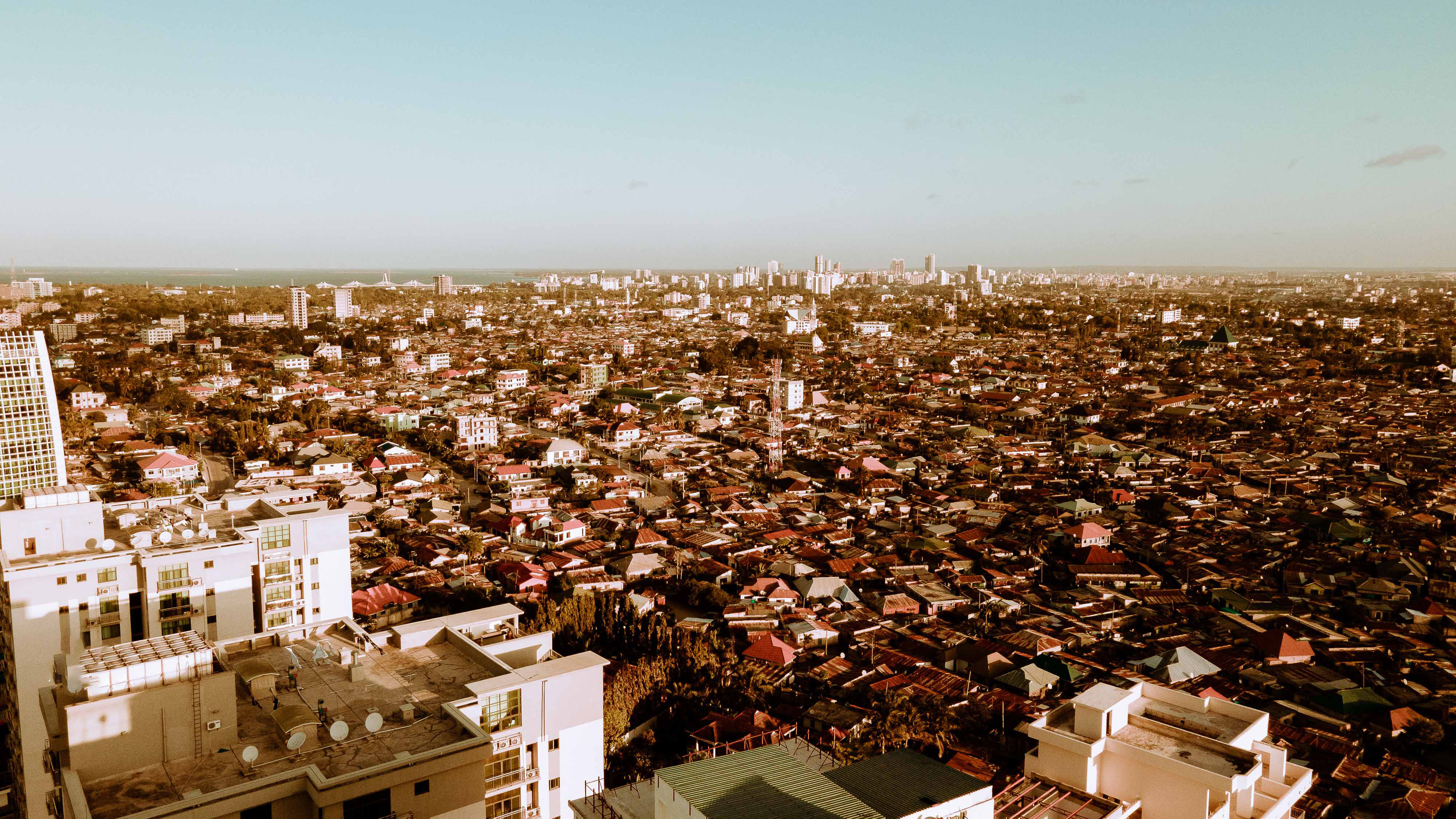
Dar es Salaam

Dar es Salaam ou Dar es Salã é uma cidade da Tanzânia, sendo a maior e mais populosa do país. Foi a capital da República Unida da Tanzânia até 1973, quando um plebiscito decidiu mudar a capital do país para Dodoma. Entretanto, a maior parte da estrutura governamental tanzaniana continua em Dar es Salaam. A cidade localiza-se na parte leste da Tanzânia, na costa do Oceano Índico. Sua população, conforme censo de 2012, era de 2 497 940 habitantes, e sua área territorial é de 1.590,5 km². Dar es Salaam foi fundada entre 1865 e 1866 pelo sultão de Zanzibar. O nome, de origem árabe, significa Casa da Paz.

## História

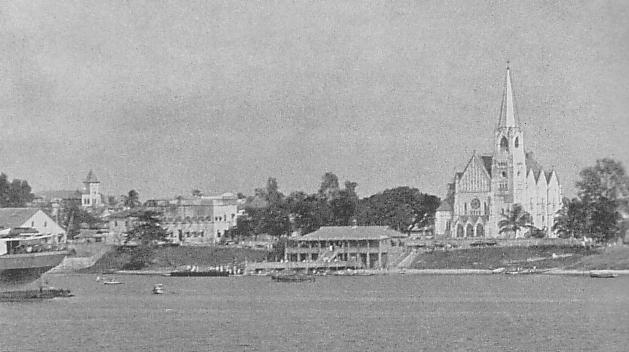
Dar es Salaam em 1930.

No século XIX, Mzizima era uma vila de pescadores no litoral do Oceano Índico, localizada numa encruzilhada de rotas comerciais. Em 1865 ou 1866, o sultão Majid bin Said de Zanzibar começou a construir uma nova cidade muito perto de Mzizima a que chamou de Dar es Salaam. O nome é comumente traduzido como "lugar de paz", (do árabe dar — "casa" e salaam — "paz"). Dar es Salaam entrou em declínio após a morte de Majid em 1870, mas foi revivida em 1887, quando a Empresa Alemã da África Oriental estabeleceu uma estação lá. O crescimento da cidade foi facilitado por seu papel como o centro administrativo e comercial da África Oriental Alemã e a expansão industrial resultante da construção da Linha Ferroviária Central no início de 1900.
A África Oriental Alemã foi dominada pelos britânicos durante a Primeira Guerra Mundial e desde então formou-se a Tanganica. Dar es Salaam foi mantida como centro administrativo e comercial do território. Sob o domínio indireto dos britânicos, as áreas separadas desenvolveram-se a uma certa distância do centro da cidade. A população da cidade também era formada por um grande número de sul-asiáticos. Após a Segunda Guerra Mundial, Dar es Salaam experimentou um breve período de crescimento.
Os acontecimentos políticos, incluindo a formação e o crescimento da União Nacional Africana Tanganica, levou a Tanganica a alcançar a independência do domínio colonial em dezembro de 1961. Dar es Salaam continuou a servir como sua capital, mesmo quando, em 1964, Zanzibar fundiu-se à Tanganica e formaram a atual Tanzânia. Em 1973, no entanto, as previsões foram feitas para a mudança da capital para Dodoma, cidade localizada mais centralmente no interior da Tanzânia. O processo de realocação ainda não foi concluído, e Dar es Salaam permanece como a principal cidade da Tanzânia.

## Geografia
Dar es Salaam está localizado em uma zona privilegiada, no interior do Canal de Zanzibar, na baía de Msasani. A cidade estabeleceu-se a partir da península de Msasani, acidente geográfico formador da baía e elemento chave para o porto natural de que dispõe a cidade.
A cidade/região administrativa de Dar es Salaam é subdividida em cinco distritos, quatro dos quais são governados por conselhos municipais afiliados aos subúrbios ou bairros da cidade. Os distritos são Ilala, Kinondoni (mais populoso), Temeke (de maior área territorial), Kigamboni e Ubungo.

### Demografia
Dar es Salaam é a maior cidade na Tanzânia tendo um aumento populacional de 5,6% no período de 2002 até 2012, tornando-se o terceiro mais rápido crescimento na África (nono mais rápido do mundo), depois de Bamaco e Lagos, respectivamente.

## Economia
Dar es Salaam é a mais importante cidade da Tanzânia, tanto os negócios, finanças e governo. A cidade contém altas concentrações de comércio e outros serviços de manufatura em comparação com outras cidades da Tanzânia, que tem cerca de 80% de sua população em áreas rurais. O centro da cidade inclui muitas pequenas empresas, gerenciadas por comerciantes e proprietários cujas famílias provenientes do Oriente Médio e subcontinente indiano - regiões com as quais os assentamentos da costa da Tanzânia tiveram relações comerciais de muitos anos.
Na cidade está localizada uma das principais bolsas de valores africanas, a Bolsa de Valores de Dar es Salaam.

## Política

### Relações internacionais
Dar es Salaam é geminada com as seguintes cidades:
- Hamburgo, Alemanha;
- Samsun, Turquia;
- Yiwu, China.

## Infraestruturas

### Educação

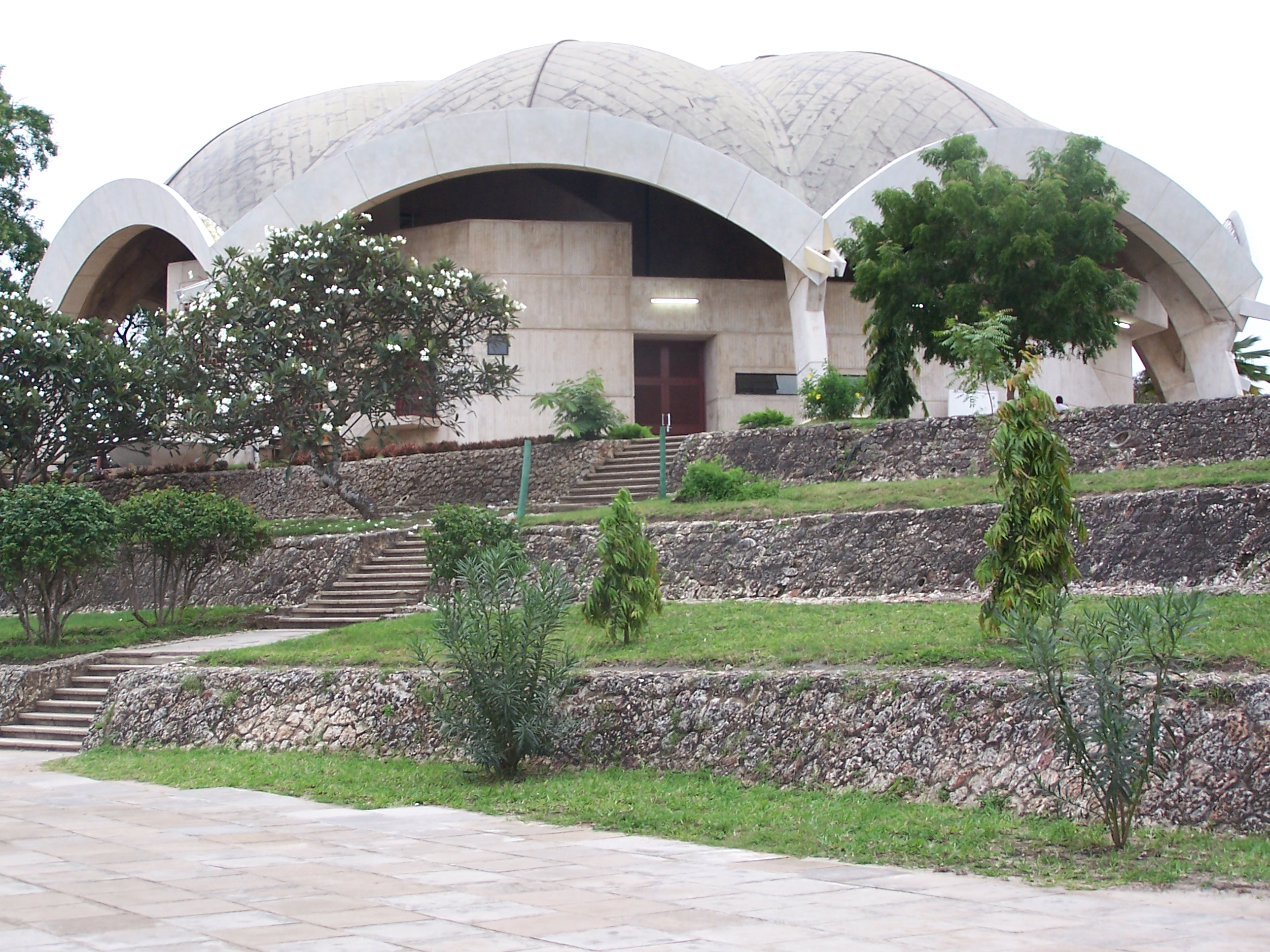
Nkrumah Hall em Universidade de Dar es Salaam.

Dar es Salaam é sede da maior parte das instituições educacionais da Tanzânia. Boa parte de suas escolas está dedicada ao nível de educação primário e secundário. Na educação superior, a cidade abriga a Universidade de Dar es Salaam, a Universidade Aberta da Tanzânia, a Universidade Memorial Hubert Kairuki e a Universidade Ardhi. Outras instituições de educação notáveis na cidade, são o Instituto de Programação Financeira, Instituto de Tecnologia de Dar es Salaam e o Colégio de Educação em Negócios.

### Transportes
A cidade liga-se com a cidade de Kapiri Mposhi, na Zâmbia, por intermédio do Caminho de Ferro Tanzânia–Zâmbia. Ainda conecta-se com Quigoma, no extremo oeste da nação, por intermédio do Caminho de Ferro Central da Tanzânia.
Sua mais vital facilidade logística é o estratégico Porto de Dar es Salã, que é o maior porto tanzaniano, utilizado também para escoar cargas da Zâmbia, do Maláui, de Ruanda e do Burundi.
A cidade ainda é servida pelo Aeroporto Internacional Julius Nyerere.